# 橄榄螺
橄榄螺（学名：Nassa serta），是新腹足目骨螺科Nassa的一种。主要分布于印度尼西亚、台湾，常栖息在潮间带。